# Drago Krpina
Drago Krpina (Radošinovci, 12. listopada 1960.), hrvatski je političar i pjesnik. Zamjenik predsjednika Zajednice utemeljitelja Hrvatske demokratske zajednice dr. Franjo Tuđman.

## Životopis
Drago Krpina rođen je u Radošinovcima 1960. godine. Osnovnu školu polazio je i završio je u Radošinovcima i Stankovcima. Srednju školu polazio je i završio u Puli i Zadru. Hrvatski jezik i književnost studirao je na Filozofskom fakultetu u Zadru, a potom na Učiteljskom fakultetu u Gospiću i Zagrebu gdje je i diplomirao. Nakon diplomiranja predavao je kao učitelj u područnoj školi Miholjec kod Križevaca te u školama u Svetome Filipu i Jakovu i Biogradu na Moru. Bio je glavnim urednikom stranačkoga lista HDZ-a, Glasnika HDZ-a.

## Politička karijera

### 1990-ih godina
Jedan je od osnivača Hrvatske demokratske zajednice, u javnosti biva poznat nakon atentata na dra Franju Tuđmana na HDZ-ovom skupu u Benkovcu 18. ožujka 1990. godine. Na izborima za Hrvatski sabor odnio je pobjedu kao kandidat HDZ-a za općine Benkovac, Knin i Biograd na Moru. Hrvatski sabor ga 1990. godine bira za člana hrvatske delegacije u Skupštini SFRJ.
Na početku balvan-revolucije, u srpnju 1990. godine, imenovan je predsjednikom Kriznog štaba za sjevernu i srednju Dalmaciju. Uskoro dobiva čin brigadira Hrvatske vojske, te postaje načelnikom Političke uprave Ministarstva obrane. Jedno vrijeme bio je savjetnikom za okupirana područja i predstojnikom Ureda za mirnu reintegraciju predsjednika Republike dra Franje Tuđmana.
U Hrvatskom saboru bio je zastupnik u prva četiri saziva (1990. – 2003.), a od 3. prosinca 1998. godine glavni tajnik Hrvatske demokratske zajednice do 6. ožujka 2000. godine kada je podnio ostavku.

### Nakon 2000. godine
U četvrtome sazivu Hrvatskoga sabora brojio se među aktivnije zastupnike, te je obnašao dužnost predsjednika Odbora za poljoprivredu i šumarstvo.
Na 5. Općem Saboru HDZ-a u svibnju 2000. godine biva izabran za dopredsjednika HDZ-a, te se sve jače distancira od sukoba Ive Sanadera i Ivića Pašalića. Godine 2002. na 7. Općem Saboru HDZ-a kandidira se ponovno za dopredsjednika stranke, ne htijući svrstati se ni u jedan tabor i izgubivši povlači se iz političkoga života.
Na parlamentarnim izborima 2007. kandidarao se u IX. izbornoj jedinici kao nositelj nezavisne liste, koja tada dobiva 1.339 glasova, odnosno 0,53%. Ponovno se 2012. godine aktivirao u Hrvatskoj demokratskoj zajednici te je na izbornoj skupštini HDZ-a Biograda na Moru izabran za izaslanika na 15. Opći sabor HDZ-a, koji je održan u svibnju iste godine.

## Književno-publicistička djelatnost
Stihove je počeo objavljivati još u vrijeme studija po različitim časopisima. Objavio je nekoliko pjesničkih i publicističkih knjiga. Pisao je članake za Dom i svijet, Benkovački ljetopis: časopis za kulturu.

## Djela
- Olujne godine, Hrvatski informativni centar, Zagreb, 1996.
- Uzroci poraza, Naklada Ljevak, Zagreb, 2000.
- Čempresi i druge stvari, zbirka pjesama, Matica hrvatska,  Zadar, 2004.
- Tiranija kameleona, Hrvatski informativni centar, Zagreb, 2007.
- Predjesenja melankolija, zbirka pjesama, Alfa, Zagreb, 2012.